# Ostružná (berg)
Ostružná är ett berg i Tjeckien. Det ligger i den östra delen av landet, 200 km öster om huvudstaden Prag. Toppen på Ostružná är 1 183 meter över havet, eller 81 meter över den omgivande terrängen. Bredden vid basen är 1,8 km. Ostružná ingår i Hrubý Jeseník.
Terrängen runt Ostružná är huvudsakligen kuperad.Runt Ostružná är det ganska tätbefolkat, med 149 invånare per kvadratkilometer. Närmaste större samhälle är Šumperk, 17,5 km väster om Ostružná. I omgivningarna runt Ostružná växer i huvudsak blandskog.